# Sertãozinho (kommun i Brasilien, Paraíba)
Sertãozinho är en kommun i Brasilien.   Den ligger i delstaten Paraíba, i den östra delen av landet, 1 700 km nordost om huvudstaden Brasília. Antalet invånare är 4 395. Arean är 33 kvadratkilometer.
Terrängen i Sertãozinho är platt.
Omgivningarna runt Sertãozinho är huvudsakligen savann. Runt Sertãozinho är det ganska tätbefolkat, med 75 invånare per kvadratkilometer.